# Everest Guayaquil
Círculo Deportivo Everest is een Ecuadoraanse voetbalclub uit Guayaquil die uitkomt in de Segunda Categoría. Everest won in 1962 het Campeonato Ecuatoriano de Fútbol en nam in 1963 deel aan de Copa Libertadores. In dit toernooi werd de club uitgeschakeld door Peñarol, dat met 5-0 won in Ecuador en met 9-1 in Uruguay. De club speelde in 1983 voor het laatst in de hoogste klasse.

## Erelijst
- Landskampioen (1)

1962

## Kampioensteam
- 1962 — Hugo Mejía, Hugo Pardo, Marcos Spencer, Carlos Flores, José Johnson, Pedro Gando, Galo Pinto, Néstor Azón, Carlos Altamirano, Horacio Romero, José Aquiño, Luis Consistre en Ramón Vera.

## Bekende (oud-)spelers
- Ernesto Mesías
- Alberto Spencer